# Henry Danger
Henry Danger är en amerikansk komediserie skapad av Dan Schneider och Dana Olsen, som sändes på Nickelodeon mellan åren 2014 och 2020. Seriens allra första avsnitt hade premiär på Nickelodeon den 26 juli 2014, medan det sista avsnittet sändes den 21 mars 2020. En av de största huvudrollsinnehavarna i serien är Jace Norman, som spelar rollen som titelkaraktären Henry Hart i serien.
Serien har i dagsläget (november 2023) fått totalt två stycken spinoffs, vid namn Kid Dangers äventyr och Danger Force.. Man planerar även att göra en filmatisering av hela serien.

## Rollista (i urval)
| Roll                        | Skådespelare     | Svensk röst             |
| --------------------------- | ---------------- | ----------------------- |
| Henry Hart / Kid Danger     | Jace Norman      | Simon Iversen Sannemark |
| Ray Manchester / Kapten Man | Cooper Barnes    | Michael Blomqvist       |
| Charlotte                   | Riele Downs      | Amanda Jennefors        |
| Jasper Dunlop               | Sean Ryan Fox    | Jonatan Modin           |
| Piper Hart                  | Ella Anderson    | Elvira Gille            |
| Schwoz                      | Michael D. Cohen | Ole Ornered             |